# أنوراج كاشياب
أنوراج كاشياب هو منتج أفلام وكاتب سيناريو ومونتير ومخرج وممثل هندي، ولد في 10 سبتمبر 1972 بجوراكبور في الهند. من الجوائز التي نالها جوائز فيلم فير.

## أعمال

### أفلام
- (2013) اسلكي مومباي
- (2013) صندوق الغداء[7]
- (2013) لوتيرا
- (2014) كوين
- (2015) بومباي المخملية
- (2015) شاندار[8]
- (2019) سوبر 30

## جوائز
- جوائز فيلم فير

## وصلات خارجية
- أنوراج كاشياب على موقع IMDb (الإنجليزية)
- أنوراج كاشياب على موقع روتن توميتوز (الإنجليزية)
- أنوراج كاشياب على موقع قاعدة بيانات الأفلام العربية
- أنوراج كاشياب على موقع ألو سيني (الفرنسية)
- أنوراج كاشياب على موقع ميوزك برينز (الإنجليزية)
- أنوراج كاشياب على موقع تيرنر كلاسيك موفيز (الإنجليزية)
- أنوراج كاشياب على موقع أول موفي (الإنجليزية)
- أنوراج كاشياب على موقع قاعدة بيانات الأفلام السويدية (السويدية)
- أنوراج كاشياب على موقع قاعدة بيانات الفيلم (الإنجليزية)
- أنوراج كاشياب على موقع كينوبويسك (الروسية)